# Phyllachora pomigena
Espèce
Synonymes
- Dothidea pomigena
- Gloeodes pomigena
- Leptothyrella mali
- Marssonia coronariae
- Marssonia mali
- Marssonina mali

Phyllachora pomigena est une espèce de champignons pathogènes responsables de la maladie des taches de suie, une maladie affectant les pommes et les poires.
Selon Index Fungorum (15 novembre 2013), le nom valide de cette espèce serait Gloeodes pomigena (Schwein.) Colby, 1920.
Cette maladie se manifeste par l'apparition de taches brunes ou noires (0,5 à 1 cm de diamètre) sur le fruit. Ces taches peuvent fusionner pour couvrir l'ensemble du fruit. Durant l'été, ces maladies se développent par temps frais et pluvieux, surtout sur les arbres denses non élagués avec une mauvaise circulation de l'air. Bien que disgracieux, le fruit est encore comestible. La tache de suie disparaît lorsqu'on frotte les fruits.

## Traitement
On peut éviter cette maladie par application d'un fongicide sur les fruits dès le début de l'été et après chaque période chaude et humide.